# Klavirska sonata br. 8 (Betoven)
SONATA ZA KLAVIR broj 8. c-moll, opus 13. PATETIČNA, Ludviga Van Betovena

## Opšti pogled
Prvo Betovenovo remek - delo na ovom području, Patetična Sonata, nastala je 1798. godine. Koncipirana je u tri impozantna stava i ukupno traje oko 16 minuta.

## Karakteristike
Prvi stav je veoma popularni i potresni Grave, koji u dva maha prekida jedan vatreni Allegro molto e con brio. Druga tema stava se izvodi ukrštanjem ruku (postupak tako tipičan za Betovenova dramatski obojena dela) i donosi prizvuke utehe. O dramatskoj snazi ovog stava govori i to da se na njegovom kraju Grave i Allegro ubrzano smenjuju. Drugi stav je plemeniti Adagio cantabile, prema čijem kraju dolazi do porasta tonske napetosti, a onda i blago zamiranje. Finalni Rondo u jednom radosnom i prštavom toku, blistavo okončava ovo delo (pisano u Betovenovom tonalitetu sudbine).

## Izvođači
Evo nekih od pijanista koji su do sada sa zapaženim uspehom tumačili Betovenovu Patetičnu Sonatu:
Klaudio Arau (nosači zvuka u izdanju Filipsa (Philips) iz Holandije), Emil Giljels, Rudolf Serkin, Vilhelm Bakhauz i Mauricio Polini.